# ダーニ
ダーニ（ロシア語: Дань）とは、ルーシ（主にキエフ・ルーシ期）における、統治者が征服した部族や人々に課した税の名称である。ダーニは現金または生産物を徴収した。日本語文献では貢税という訳が当てられている。

## 解説
初期のキエフ大公国は、東スラヴ系、フィン・ウゴル系、バルト系の諸部族を組み込んで拡大していった。初期のキエフ大公国の長（キエフ大公）はこれらの諸部族を征服し、ダーニを課した。キエフ大公国の財政は、ダーニ、交易に対する関税、裁判による罰金（ヴィーラ）を収入源としていたが、ダーニは征服された諸部族の村に対してのみ課されていた。
ダーニは、実質的には各世帯が負担するものであったとはいえ、それぞれの村や都市につきいくらかのダーニが課された。時には部族やある政権が1つの課税単位となった（なお『年代記』上では、1家族や、犂1つにつきいくらかのダーニ、という形で課税したという旨の記述は散見される）。ただし、ダーニを課した部族に対して、部族内の統治に干渉するには至らず、キエフ大公国政権が把握していたのは各部族の指導者階級のみであったと思われる。別の視点からみれば、このような課税体系は、キエフ・ルーシ期の各部族が政治的一体性をもった集団であったことを裏付けるものでもある。
ダーニは、キエフ大公国の初期には、支配者である公がドルジーナ（従士団）を率いて、課税地を巡回して徴収するポリュージエ（巡回徴貢）という方式によって徴収されていた（なお、この徴収は冬季に行われ、食料を補填する「寄食」の意味合いもあった）。しかし945年、ドレヴリャーネ族に対してポリュージエを行ったキエフ大公イーゴリ1世は、規定値以上にダーニを得ようとしたことによって殺害された。その後、イーゴリの妻のオリガによって、ウロク（上納金）とウスタフ（法規）が定められ、スタノヴィシチエ（駐屯所）やポゴスト（貢物納入所）が設置された。この徴税制度の変革は、在地の首長の権限を弱め、キエフ大公国政権の支配の強化につながった。